# Adnan Cirak
Adnan Cirak (Zvornik, 22 marzo 1990) è un giocatore di calcio a 5 e calciatore svedese, pivot dell'Örebro e attaccante dell'Eskilstuna City.

## Carriera
Cirak ha giocato per l'Eskilstuna City dal 2008 al 2012. Dopo un breve periodo di prova, l'8 febbraio 2013 è passato agli inglesi dello Stockport County. Ha esordito in Conference il successivo 12 febbraio, subentrando a Danny Hattersley nella vittoria per 2-0 arrivata sul Lincoln City. Il 26 febbraio ha siglato la prima rete, nella sconfitta per 2-3 subita contro l'Hereford.
A luglio 2013 ha fatto ritorno in Svezia, per giocare nel Frej. Il 18 agosto 2013 è quindi tornato a calcare i campi da calcio locali: è stato schierato titolare nella vittoria per 2-1 sulla sua ex squadra dell'Eskilstuna City. Il 7 settembre ha siglato il primo gol, nel 2-2 arrivato in casa del Forward.
Nel 2016, Cirak è approdato ai norvegesi del Nest-Sotra, in 2. divisjon. Ha esordito in squadra il 17 aprile, subentrando a Damian Sanchez Olsen nella sconfitta per 1-0 arrivata in casa dell'Egersund. Il 14 maggio ha siglato i primi gol in campionato, mettendo a segno una cinquina ai danni del Lysekloster, contribuendo alla vittoria per 0-9 del Nest-Sotra.
Nel corso del 2016 si è trasferito all'Elverum. Il 23 luglio ha giocato la prima partita con questa casacca, sostituendo Jonas Enkerud nella vittoria per 5-0 sul Brumunddal. Il 7 agosto ha trovato il primo gol nel 4-0 sul Molde 2. Ha contribuito alla promozione in 1. divisjon dell'Elverum, arrivata al termine del campionato 2016.
Nel 2018, Cirak è tornato in Svezia, per militare nelle file dell'IFK Eskilstuna. Dalla stagione 2018-2019 ha giocato anche per lo Strängnäs, squadra di calcio a 5 militante nel massimo campionato svedese. In vista della stagione 2020-2021 è passato all'Örebro.
Gioca anche per la Nazionale maschile di calcio a 5 della Svezia.

## Statistiche

### Presenze e reti nei club
Statistiche aggiornate al 25 dicembre 2020.
| Stagione               | Squadra                | Campionato             | Campionato | Campionato | Coppe nazionali | Coppe nazionali | Coppe nazionali | Coppe continentali | Coppe continentali | Coppe continentali | Altre coppe | Altre coppe | Altre coppe | Totale | Totale | Totale |
| Stagione               | Squadra                | Comp                   | Pres       | Reti       | Comp            | Pres            | Reti            | Comp               | Pres               | Reti               | Comp        | Pres        | Reti        | Pres   | Reti   |        |
| ---------------------- | ---------------------- | ---------------------- | ---------- | ---------- | --------------- | --------------- | --------------- | ------------------ | ------------------ | ------------------ | ----------- | ----------- | ----------- | ------ | ------ | ------ |
| 2008                   | Eskilstuna City        | D2                     | 1          | 0          | CS              | ?               | ?               | -                  | -                  | -                  | -           | -           | -           | 1+     | 0+     |        |
| 2009                   | Eskilstuna City        | D2                     | 14         | 2          | CS              | ?               | ?               | -                  | -                  | -                  | -           | -           | -           | 14+    | 2+     |        |
| 2010                   | Eskilstuna City        | D2                     | 20         | 5          | CS              | ?               | ?               | -                  | -                  | -                  | -           | -           | -           | 20+    | 5+     |        |
| 2011                   | Eskilstuna City        | D2                     | 21         | 13         | CS              | ?               | ?               | -                  | -                  | -                  | -           | -           | -           | 21+    | 13+    |        |
| 2012                   | Eskilstuna City        | D1                     | 15         | 4          | CS              | ?               | ?               | -                  | -                  | -                  | -           | -           | -           | 15+    | 4+     |        |
| Totale Eskilstuna City | Totale Eskilstuna City | Totale Eskilstuna City | 71         | 24         |                 | ?               | ?               |                    | -                  | -                  |             | -           | -           | 71+    | 24+    |        |
| feb.-giu. 2013         | Stockport County       | FC                     | 11         | 2          | FACup+FAT       | -               | -               | -                  | -                  | -                  | -           | -           | -           | 11     | 2      |        |
| lug.-dic. 2013         | Frej                   | D1                     | 10         | 5          | CS              | 1               | 0               | -                  | -                  | -                  | -           | -           | -           | 11     | 5      |        |
| 2014                   | Frej                   | D1                     | 24         | 9          | CS              | 2               | 2               | -                  | -                  | -                  | -           | -           | -           | 26     | 11     |        |
| 2015                   | Frej                   | S                      | 13         | 3          | CS              | 0               | 0               | -                  | -                  | -                  | -           | -           | -           | 13     | 3      |        |
| Totale Frej            | Totale Frej            | Totale Frej            | 47         | 17         |                 | 3               | 2               |                    | -                  | -                  |             | -           | -           | 50     | 19     |        |
| feb.-lug. 2016         | Nest-Sotra             | 2D                     | 6          | 8          | CN              | 2               | 1               | -                  | -                  | -                  | -           | -           | -           | 8      | 9      |        |
| lug.-dic. 2016         | Elverum                | 2D                     | 12         | 4          | CN              | -               | -               | -                  | -                  | -                  | -           | -           | -           | 12     | 4      |        |
| 2017                   | Elverum                | 1D                     | 23         | 4          | CN              | 4               | 3               | -                  | -                  | -                  | -           | -           | -           | 27     | 7      |        |
| Totale Elverum         | Totale Elverum         | Totale Elverum         | 35         | 8          |                 | 4               | 3               |                    | -                  | -                  |             | -           | -           | 39     | 11     |        |
| 2018                   | IFK Eskilstuna         | D3                     | ?          | ?          | CS              | ?               | ?               | -                  | -                  | -                  | -           | -           | -           | ?      | ?      |        |
| 2019                   | IFK Eskilstuna         | D3                     | ?          | ?          | CS              | ?               | ?               | -                  | -                  | -                  | -           | -           | -           | ?      | ?      |        |
| 2020                   | IFK Eskilstuna         | D3                     | ?          | ?          | CS              | ?               | ?               | -                  | -                  | -                  | -           | -           | -           | ?      | ?      |        |
| Totale IFK Eskilstuna  | Totale IFK Eskilstuna  | Totale IFK Eskilstuna  | ?          | ?          |                 | ?               | ?               |                    | -                  | -                  |             | -           | -           | ?      | ?      |        |
| Totale carriera        | Totale carriera        | Totale carriera        | 170+       | 59+        |                 | 9+              | 6+              |                    | -                  | -                  |             | -           | -           | 179+   | 65+    |        |